# Morti nell'834
| Questa pagina contiene informazioni ricavate automaticamente dalle voci biografiche con l'ausilio del template Bio e di un bot. L'aggiornamento è periodico e automatico e ricostruisce completamente la pagina. Se manca una persona in questa lista, sei pregato di non aggiungerla, ma accertati piuttosto che la sua voce biografica contenga il template Bio e che i dati anagrafici siano correttamente compilati. Se il template Bio manca, inseriscilo tu stesso o, in alternativa, metti l'avviso {{tmp\|Bio}} che ne segnala la mancanza. Se i dati riportati sono sbagliati, correggi direttamente la voce biografica; le modifiche saranno visibili in questa lista entro pochi giorni. Per chiarimenti vedi il progetto biografie. La lista contiene solo le 10 persone che sono citate nell'enciclopedia e per le quali è stato implementato correttamente il template Bio. Pagina aggiornata al 18 lug 2025. |

- 9 gennaio - Bono di Napoli, nobile (n. 786)
- 9 ottobre - Diodato di Montecassino, abate e santo italiano
- 11 dicembre - Hitto di Frisinga, vescovo tedesco
- Gocelone, nobile franco
- Guglielmo di Blois e Châteaudun, conte
- Leone di Napoli, nobile italiano
- Oddone d'Orléans, nobile franco
- Roberto III di Hesbaye, conte
- Fredegiso di Tours, abate e filosofo francese
- Alpin II di Dalriada, sovrano scozzese